# Acanthoderes
Acanthoderes – rodzaj chrząszczy z rodziny kózkowatych.

## Zasięg występowania
Przedstawiciele tego rodzaju występują w  Ameryce Północnej i Południowej od Meksyku na płn. po Boliwię na płd.

## Systematyka
Do Acanthoderes zaliczane są 32 gatunki w 2 podrodzajach:

- Podrodzaj: Acanthoderes Audinet-Serville 1835
  - Acanthoderes albifrons
  - Acanthoderes aliciae
  - Acanthoderes alpina
  - Acanthoderes amplifrons
  - Acanthoderes amplitoris
  - Acanthoderes bicolor
  - Acanthoderes cavei
  - Acanthoderes daviesii
  - Acanthoderes ferruginea
  - Acanthoderes flavomaculata
  - Acanthoderes giesberti
  - Acanthoderes hondurae
  - Acanthoderes laevicollis
  - Acanthoderes laportei
  - Acanthoderes latevittata
  - Acanthoderes latiforma
  - Acanthoderes linsleyi
  - Acanthoderes noguerai
  - Acanthoderes paravetusta
  - Acanthoderes parva
  - Acanthoderes parvimacula
  - Acanthoderes quattuordecimguttata
  - Acanthoderes rubripes
  - Acanthoderes rufofemorata
  - Acanthoderes satanas
  - Acanthoderes septemmaculata
  - Acanthoderes solisi
  - Acanthoderes subtessellata
  - Acanthoderes thammi
  - Acanthoderes zischkai
  - Acanthoderes zonata
- Podrodzaj: Pardalisia Casey, 1913
  - Acanthoderes funeraria.